# Арбу-Лянґе
Арбу-Лянґе (перс. اربولنگه) — село в Ірані, у дегестані Отаквар, у бахші Отаквар, шагрестані Лянґаруд остану Ґілян. За даними перепису 2006 року, його населення становило 184 особи, що проживали у складі 47 сімей.

## Клімат
Середня річна температура становить 14,83 °C, середня максимальна – 28,79 °C, а середня мінімальна – 0,68 °C. Середня річна кількість опадів – 1100 мм.
| Клімат поселення                              | Клімат поселення | Клімат поселення | Клімат поселення | Клімат поселення | Клімат поселення | Клімат поселення | Клімат поселення | Клімат поселення | Клімат поселення | Клімат поселення | Клімат поселення | Клімат поселення | Клімат поселення |
| Показник                                      | Січ.             | Лют.             | Бер.             | Квіт.            | Трав.            | Черв.            | Лип.             | Серп.            | Вер.             | Жовт.            | Лист.            | Груд.            |                  |
| Середній максимум, °C                         | 11,29            | 11,43            | 12,99            | 17,95            | 21,92            | 26,86            | 28,79            | 28,73            | 24,68            | 21,43            | 17,28            | 12,82            |                  |
| Середня температура, °C                       | 5,97             | 6,11             | 7,69             | 12,65            | 16,59            | 21,55            | 24,38            | 24,34            | 20,26            | 17,03            | 12,88            | 8,42             |                  |
| Середній мінімум, °C                          | 0,68             | 0,83             | 2,38             | 7,34             | 11,30            | 16,26            | 19,97            | 19,94            | 15,85            | 12,63            | 8,49             | 4,00             |                  |
| Норма опадів, мм                              | 101              | 86               | 84               | 46               | 46               | 34               | 32               | 57               | 125              | 200              | 159              | 130              |                  |
| Середньомісячна швидкість вітру, м/с          | 2.39             | 2.54             | 2.50             | 2.43             | 2.32             | 2.37             | 2.60             | 2.25             | 2.12             | 2.04             | 2.07             | 2.21             |                  |
| Середньомісячна сонячна радіація, кДж/м²·день | 7189             | 9235             | 11145            | 15491            | 19493            | 21233            | 21958            | 18608            | 15288            | 10914            | 8734             | 6786             |                  |
| --------------------------------------------- | ---------------- | ---------------- | ---------------- | ---------------- | ---------------- | ---------------- | ---------------- | ---------------- | ---------------- | ---------------- | ---------------- | ---------------- | ---------------- |
| Джерело:                                      |                  |                  |                  |                  |                  |                  |                  |                  |                  |                  |                  |                  |                  |